# Можевитина, Ирина Витальевна
Инна (Ирина) Витальевна Можевитина (род. 22 июля 1985 года, Лениногорск, Восточно-Казахстанская область, Казахская ССР) — казахстанская биатлонистка.

## Биография
Начала заниматься биатлоном в 1996 году в Лениногорске.
На юниорском чемпионате мира во Франции в 2004 году завоевала три медали: бронзу в индивидуальной гонке и в спринте, а также золото в гонке преследования.
В ноябре 2004 года победила в индивидуальной юниорской гонке на I этапе Кубка Европы в Гейло (Норвегия). В том же сезоне, на VI этапе Кубка Европы в Италии была третьей в индивидуальной гонке преследования юниорок. А в марте 2005 года победила в юниорском спринте на VIII этапе кубка Европы в Швейцарии. В общем зачете по результатам сезона 2004/05 заняла первое место среди юниорок.
В феврале 2005 года на чемпионате Европы в Новосибирске была второй в молодёжной индивидуальной гонке.
Выступая среди взрослых на пьедестал не поднималась.
На Зимней Азиаде-2011 в эстафете в составе казахстанской четверки стала чемпионкой.